# Feels Like Summer
«Feels Like Summer» — песня американского рэпера Дональда Гловера (известно под именем Childish Gambino), вышедшая в качестве промосингла с четвёртого студийного альбома 3.15.20 (под названием «42.26»), а также с мини-альбома Summer Pack (2018). Включена в саундтрек игры FIFA 19.
Песня получила номинацию на премию Grammy в категории Best R&B Song.

## Музыкальное видео
Музыкальное видео для песни «Feels Like Summer» впервые вышло 1 сентября 2018 года. Его сняли Гловер, Ivan Dixon и Greg Sharp. В анимационном видео Гамбино прогуливается по окрестностям своего города, наблюдая за своими соседями. Во встреченных им персонах можно узнать многие знаменитости из мира рэпа и хип-хопа, которые идут в следующем порядке:
- Lil Pump и Trippie Redd бегают по окрестностям
- 21 Savage и Metro Boomin отдыхают в машине
- Kodak Black высунул голову из окна, чтобы отвернуться от Pump и Redd
- Migos (Quavo, Offset, Takeoff) играют в баскетбол
- Birdman, Chance the Rapper, Jaden Smith
- Will Smith моет свою машину
- Azealia Banks сидит на дереве над Smith
- Nicki Minaj играет с кубиками, а Travis Scott сбивает их
- The Weeknd, Ty Dolla Sign и Frank Ocean играют в перетягивание каната,,
- ASAP Rocky, Solange Knowles и Willow Smith
- Soulja Boy разговаривает с Pump и Redd
- Дрейк пытается догнать Фьючера пока он едет на своем велосипеде
- Kid Cudi стоит с опущенной головой
- Kanye West и Мишель Обама
- Beyoncé в рубашке, отдающей дань уважения Fredo Santana
- Кандидат губернатора штата Флорида Эндрю Гиллум со стаканчиком мороженого, ссылающимся на XXXTentacion
- Lil Uzi Vert и Zendaya, Oprah Winfrey и Tiffany Haddish
- Lil Yachty и Charlamagne Tha God едят попцикл
- Gucci Mane лежит на спине и расслабляется
- Snoop Dogg, Dr. Dre, Sean Combs, Wiz Khalifa и Jay-Z танцующие над Mane
- Lonzo, LiAngelo и LaMelo Ball играют в видеоигру, а Young Thug сидит за ними
- 2 Chainz снимает групповое фото Meek Mill, Pusha T и Lil Wayne
- Rae Sremmurd стреляет из водяных пушек в последних трёх и J. Cole
- Janelle Monáe и SZA катаются на скейтбордах
- Chris Brown плачет
- Outkast (Big Boi и André 3000)
- Rihanna парит, сидя в позе со скрещенными ногами
- Whitney Houston
- Michael Jackson (в облике из 1970-х)

## Участники записи
По данным Tidal.
- Дональд Гловер — продюсер, звукоинженер
- Людвиг Йоранссон — продюсер
- Riley Mackin — звукоинженер

## Чарты
| Чарт (2018)                                  | Высшая позиция |
| -------------------------------------------- | -------------- |
| Австралия (ARIA)                             | 79             |
| Бельгия/Фландрия (Ultratip Bubbling Under)   | 13             |
| Канада (Billboard Canadian Hot 100)          | 47             |
| Ireland (IRMA)                               | 51             |
| New Zealand Hot Singles (RMNZ)               | 9              |
| Шотландия (OCC Scotland)                     | 71             |
| Великобритания (OCC UK Singles)              | 64             |
| США (Billboard Hot 100)                      | 54             |
| Hot R&B/Hip-Hop Songs (Billboard)            | 25             |
| США (Billboard Bubbling Under Hot 100)       | 7              |
| Bubbling Under R&B/Hip-Hop Songs (Billboard) | 3              |
| Hot R&B Songs (Billboard)                    | 14             |

## Сертификации
| Регион                                                                      | Сертификация  | Продажи   |
| --------------------------------------------------------------------------- | ------------- | --------- |
| Австралия (ARIA)                                                            | Платиновый    | 70 000    |
| Канада (Music Canada)                                                       | Золотой       | 40 000    |
| Польша (ZPAV)                                                               | Золотой       | 10 000    |
| Португалия (AFP)                                                            | Золотой       | 5000      |
| Новая Зеландия (RMNZ)                                                       | Платиновый    | 30 000    |
| Великобритания (BPI)                                                        | Серебряный    | 200 000   |
| США (RIAA)                                                                  | 2× Платиновый | 2 000 000 |
| Данные о продажах + прослушиваниях приведены только на основе сертификации. |               |           |